# شبيكة مقلوبة

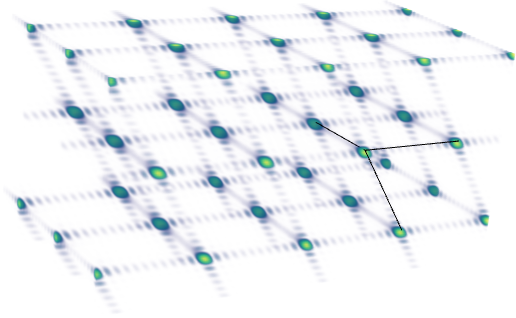
صورة حاسوبية لما تبدو عليه الشبيكة المقلوبة لنظام أحادي الميل ثلاثي الأبعاد.

الشَّبِيكَة المقلوبة (بالإنجليزية: Reciprocal lattice)‏، تمثل تحويل فورييه لشبيكة عادية (برافيزية)، عادة ما تمثل الشبيكة التي يجرى عليها التحويل أصغر ترتيب متكرر من المادة الصلبة في الفضاء الحقيقي المادي تعرف باسم «الشبيكة الحقيقة أو المباشرة»، بينما الشبيكة التي تقع في الفضاء المقلوب أو فضاء الزخم [الإنجليزية] أو فضاء-K تسمى بالشبيكة المقلوبة، مقلوب الشبيكة المقلوبة هي الشبيكة الحقيقية وذلك لأن الإثنتان هما تحويل فورييه لبعضهما، رياضياً تمثل هاتين الشبيكتين متجهات تغاير وتضاد [الإنجليزية] على التوالي.

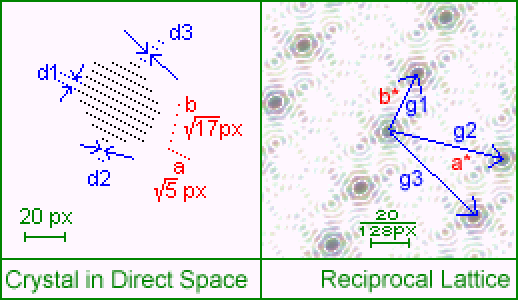
شبيكة ثنائية الأبعاد في الفضاء الحقيقي وشكلها كما تظهر في الفضاء المقلوب.

تلعب الشبيكة المقلوبة دوراً أساسياً في الدراسات التحليلية للمواد ذات التركيب الدوري، خاصة في نظرية الحيود [الإنجليزية] للنيوترونات والأشعة السينية، وبالنسبة إلى شروط لاوي الفرق بين زخم فوتونات الأشعة السينية الساقطة على البلورة والمحادة يمثل متجه الشبيكة المقلوبة، نمط الحيود للبلورة يمكن أن يستعمل في تحديد متجهات الشبيكة المقلوبة، ومنها يمكن الوصول إلى ترتيب الذرات في تلك البلورة.
منطقة بريليون تمثل خلية ويغنر-سيتز في الفضاء المقلوب.

## التعبير الرياضي
لنفرض شبيكة برافيزية ثنائية الأبعاد متمثلة بالمتجه:
{\displaystyle \mathbf {R} _{n}=n_{1}\mathbf {a} _{1}+n_{2}\mathbf {a} _{2}} حيث أن {\displaystyle n_{1},n_{2}\in \mathbb {Z} }
بأخذ دالة {\displaystyle f(\mathbf {r} )} بالنسبية إلى ({\displaystyle \mathbf {r} }) وهو متجه من نقطة الأصل إلى أي نقطة في الشبيكة، إذا كانت الدالة {\displaystyle f(\mathbf {r} )} دورية ضمن الشبيكة فمن المفيد أن يُعَبَّر عنها بشكل متسلسلة فورييه:
{\displaystyle \sum _{m}{f_{m}e^{i\mathbf {G} _{m}\cdot \mathbf {r} }}=f\left(\mathbf {r} \right)}
ولأنها تحقق شرط الدورية، فإذن ستظهر لها نفس القيمة مع كل إمتداد للمتجة ({\displaystyle \mathbf {r} }) بمقدار متجه شبيكة حقيقية ({\displaystyle \mathbf {R} _{n}})، يمكن التعبير عن هذا الشرط بالصيغة التالية:
{\displaystyle f(\mathbf {r} +\mathbf {R} _{n})=f(\mathbf {r} )}
بإدخال هذا الشرط إلى تحويل فورييه نجد:
{\displaystyle \sum _{m}{f_{m}e^{i\mathbf {G} _{m}\cdot \mathbf {r} }}=\sum _{m}{f_{m}e^{i\mathbf {G} _{m}\cdot (\mathbf {r} +\mathbf {R} _{n})}}=e^{i\mathbf {G} _{m}\cdot \mathbf {R} _{n}}\sum _{m}{f_{m}e^{i\mathbf {G} _{m}\cdot \mathbf {r} }}}
هذه المعادلة صحيحة في حالة كون ({\displaystyle e^{i\mathbf {G} _{m}\cdot \mathbf {R} _{n}}=1}) وهذا يحصل فقط عند الشرط التالي:

صورة تظهر ظل لشبيكة مقلوبة تتكون من خماسيات ذرات الكربون تدور حول أحد محورها التناظري.

{\displaystyle \mathbf {G} _{m}\cdot \mathbf {R} _{n}=2\pi \delta _{mn}N} حيث أن {\displaystyle N\in \mathbb {Z} }
يسمى المعامل ({\displaystyle \delta _{mn}}) كرونكر دلتا، هذا الشرط يحدد قيم ({\displaystyle \mathbf {G} _{m}}) بقيم تحقق العلاقة اعلاه فقط. من منظور الرياضيات الشبيكة المقلوبة تتمثل في كافة قيم متجه الشبيكة المقلوبة ({\displaystyle \mathbf {G} _{m}}) التي تحقق الشرط أعلاه لكافة قيم متجهات الشبيكة الحقيقية ({\displaystyle \mathbf {R} _{n}})، يمكن أيضاً كتابة أي دالة تحقق شرط الدورية للخلية على شكل متسلسلة فورييه بقيم زخم زاوية تؤخذ من الشبيكة المقلوبة.
الشبيكة المقلوبة في حد ذاتها تمثل شبيكة برافيزية، كما أن مقلوب الشبيكة المقلوبة يعطي الشبيكة الحقيقة، وهذا يظهر صفة إزدواجية بونترياغين [الإنجليزية] لمتجه الفضاء لكل منهما.
إيجاد الشبيكة المقلوبة لشبيكة حقيقية ثنائية الأبعاد لا نهائية متجهاتها الأساسية {\displaystyle \left(\mathbf {a} _{1},\mathbf {a} _{2}\right)} ممكن عن طريق الحصول على المتجات الأساسية المقلوبة وذلك بتطبيق علاقة التحويل التالية:
{\displaystyle \mathbf {G} _{m}=m_{1}\mathbf {b} _{1}+m_{2}\mathbf {b} _{2}}
حيث أن:
{\displaystyle {\begin{aligned}\mathbf {b} _{1}&=2\pi {\frac {-\mathbf {R} \,\mathbf {a} _{2}}{-\mathbf {a} _{1}\cdot \mathbf {R} \,\mathbf {a} _{2}}}=2\pi {\frac {\mathbf {R} \,\mathbf {a} _{2}}{\mathbf {a} _{1}\cdot \mathbf {R} \,\mathbf {a} _{2}}}\\\mathbf {b} _{2}&=2\pi {\frac {\mathbf {R} \,\mathbf {a} _{1}}{\mathbf {a} _{2}\cdot \mathbf {R} \,\mathbf {a} _{1}}}\end{aligned}}}
هنا ({\displaystyle \mathbf {R} }) يمثل مصفوفة دوران بزاوية °90.
للشبيكة ثلاثية الأبعاد متجهاتها الأساسية {\displaystyle \left(\mathbf {a_{1}} ,\mathbf {a} _{2},\mathbf {a} _{3}\right)}، يمكن تحديد متجهات الشبيكة المقلوبة الأساسية لها من خلال علاقات التحويل التالية:
{\displaystyle \mathbf {G} _{m}=m_{1}\mathbf {b} _{1}+m_{2}\mathbf {b} _{2}+m_{3}\mathbf {b} _{3}}
بالتعويض عن الضرب العددي الثلاثي بحجم الشبيكة {\displaystyle V=\mathbf {a} _{1}\cdot \left(\mathbf {a} _{2}\times \mathbf {a} _{3}\right)}:
{\displaystyle {\begin{aligned}\mathbf {b} _{1}&={\frac {2\pi }{V}}\ \mathbf {a} _{2}\times \mathbf {a} _{3}\\\mathbf {b} _{2}&={\frac {2\pi }{V}}\ \mathbf {a} _{3}\times \mathbf {a} _{1}\\\mathbf {b} _{3}&={\frac {2\pi }{V}}\ \mathbf {a} _{1}\times \mathbf {a} _{2}\end{aligned}}}
يمكن التعبير عن التحويلات أعلاه بدلالة مصفوفة قابلة للعكس:
{\displaystyle \left[\mathbf {b} _{1}\mathbf {b} _{2}\mathbf {b} _{3}\right]^{\mathsf {T}}=2\pi \left[\mathbf {a} _{1}\mathbf {a} _{2}\mathbf {a} _{3}\right]^{-1}}
تسمح هذه الطريقة بتطبيق التحويلات وتعميمها على أي عدد من الأبعاد، يكون الضرب الإتجاهي شائع في علم البلورات.
التعريف أعلاه يسمى تعريف «الفيزياء»، وذلك لأن العامل ({\displaystyle 2\pi }) ظهر طبيعياً كنتيجة لدراسة التراكيب الدورية، يوجد تعريف آخر يسمى تعريف «علم البلورات» يأتي من استخدام المساواة {\displaystyle e^{2\pi i\mathbf {K} \cdot \mathbf {R} }=1} في التحليل مما يغير صيغة التحويل إلى الشكل التالي:
{\displaystyle \mathbf {b} _{1}={\frac {\mathbf {a} _{2}\times \mathbf {a} _{3}}{\mathbf {a} _{1}\cdot \left(\mathbf {a} _{2}\times \mathbf {a} _{3}\right)}}} وهكذا للمتجهات الأخرى...
تظهر ميزة تعريف «علم البلورات» في كونها تُبين ببساطة أن المتجة {\displaystyle \mathbf {b} _{1}} هو مقلوب المتجه {\displaystyle \mathbf {a} _{1}}، بإتجاه {\displaystyle (\mathbf {a} _{2}\times \mathbf {a} _{3})} مع إسقاط المعامل ({\displaystyle 2\pi }) في العلاقة، هذا يبسط من المعالجات الرياضية، ويعبر عن أبعاد الشبيكة المقلوبة بوحدات التردد الفراغي، مع أن استعمال كلا التعرفيين هو مسألة إختيارية لكن بشرط عدم خلطهما مع بعضهما.
كل نقطة في الشبيكة المقلوبة بإحداثيات {\displaystyle (hkl)} تقابل مجموعة المستويات {\displaystyle (hkl)} في الشبيكة الحقيقية، وإتجاه المتجهات المقلوبة يتوافق مع الإتجاه العمودي لمستويات الفضاء الحقيقي، وقيمة المتجهات العددية تسمى بمقلوب الطول وتساوي مقلوب المسافة الواصلة بين مستويات الفضاء الحقيقي.

## الشبيكات المقلوبة للأنظمة البلورية

### المكعب البسيط
الشبيكة البرافيزية ذات شكل المكعب البسيط بثابت شبيكة ({\displaystyle a})، تملك شبيكة مقلوبة بشكل مكعب بسيط أيضاً لكن بثابت شبيكة أصغر يساوي {\textstyle {\frac {2\pi }{a}}} (في تعريف علم البلورات يساوي {\textstyle {\frac {1}{a}}})، لهذا يقال على نظام المكعب بأنه «مزدوج ذاتياً؛ self-dual»، الشبيكة في الفضاء المقلوب تملك نفس تناظر الشبيكة في الفضاء الحقيقي.

### المكعب ممركز الوجه (FCC)
لهذا النظام يكون شكل الشبيكة المقلوبة هو مكعب ممركز الجسم (BCC).
إفترض وحدة خلية بشكل مكعب ممركز الوجه (FCC)، بتحديد وحدة الخلية الأولية لها يمكن إعتبار إحدى نقاطها نقطة أصل، ويحدد منها المتجهات الأساسية للشبيكة الحقيقية، ثم تطبق عليها معادلات التحويل المعروفة والتي يمكن منها تحديد المتجهات الأساسية للشبيكة المقلوبة، ستكوّن المتجهات المقلوبة خلية ممركزة الجسم (BCC)، مع إختلاف بالحجم لأن الشبيكة المقلوبة تكون أصغر من الحقيقية.

### المكعب ممركز الجسم (BCC)
في نظام المكعب ممركز الجسم (BCC) شكل الشبيكة المقلوبة يكون مكعب ممركز الوجه (FCC)، يمكن إثبات هذا بسهولة عن طريق تطبيق معادلات التحويل على متجهات الشبيكة الأساسية.

### السداسي البسيط
لنظام السداسي البسيط بثوابت شبيكة {\displaystyle (a,c)}، تكون الشبيكة المقلوبة أيضاً بشكل سداسي بسيط لكن قيم ثوابتها أقل وتساوي {\textstyle ({\frac {4\pi }{a{\sqrt {3}}}},{\frac {2\pi }{c}})} مع زاوية إنحراف عن الشبيكة الأصلية تساوي °30 حول ({\displaystyle c})، لذا فإن نظام السداسي البسيط هو نظام «مزدوج ذاتياً» أيضاً يمكلك نفس التناظر للشبيكتين الحقيقة والمقلوبة.

## المجاميع العشوائية من الذرات
أحد الطرق للوصول إلى الشبيكة المقلوبة لتجمع عشوائي من الذرات تأتي من فكرة إستطارة الموجات ضمن حد فرانهوفر، كما في مجموع نمط هيوغن للسعات المتشتته من كافة النقاط (في هذه الحالة ستكون لكافة الذرات المنفصلة)، يتم التعبير عن هذا المجموع بدلالة السعة المعقدة ({\displaystyle F}) الموجودة في المعادلة أسفل، وذلك لأنها تمثل تحويل فورييه للإستطارة الفعّالة في الفضاء الحقيقي:
{\displaystyle F[{\vec {g}}]=\sum _{j=1}^{N}f_{j}\left[{\vec {g}}\right]e^{2\pi i{\vec {g}}\cdot {\vec {r}}_{j}}}
هنا ({\textstyle {\vec {g}}={\frac {\vec {q}}{2\pi }}}) يمثل متجه الإستطارة ويكافئ ({\displaystyle {\vec {q}}}) بوحدات علم البلورات، ({\displaystyle N}) عدد الذرات، و{\displaystyle f_{j}\left[{\vec {g}}\right]} يمثل معامل التشتت الذري أو معامل الهيئة الذرية [الإنجليزية] للذرة ({\displaystyle j}) ولمتجه الإستطارة ({\displaystyle {\vec {g}}})، بينما يمثل ({\displaystyle {\vec {r}}_{j}}) متجه الموقع لتلك الذرة، مع ملاحظة أن حدود متسلسلة فورييه تتأثر بإختيار نقاطة الأصل للإحداثيات.
كحالة خاصة لبلورة دورية لا نهائية، تكون سعة الموجات المستطارة {\displaystyle F=MF_{hkl}} لمضاعفات من وحدات الخلية ({\displaystyle M})، في حالة الأعداد الصحيحة من {\displaystyle (hkl)} لا يمكن أن يساوي هذا المقدار صفراً، حيث أن:
{\displaystyle F_{hkl}=\sum _{j=1}^{m}f_{j}\left[g_{hkl}\right]e^{2\pi i\left(hu_{j}+kv_{j}+lw_{j}\right)}}
في حالة البلورة النهائية الطول أي أن لها ({\displaystyle j=1\rightarrow {m}}) من الذرات داخل وحدة الخلية يتم التعبير عن معاملات الشبيكة الكسرية على التوالي {\displaystyle \{u_{j},v_{j},w_{j}\}}، لبيان تأثيرات الحجم المحدود للبلورة لذا يجب استعمال طريقة تدوير الشكل لكل نقطة أو استعمال المعادلة أعلاه لشبيكة محدودة.
سواء أكانت مصفوفة الذرات محدودة أو لا نهائية، ولأن {\displaystyle F} عدد معقد يمكن أيضاً استخدام تعريف «كثافة الشبيكة المقلوبة» ({\displaystyle I[{\vec {g}}]})، والتي ترتبط بديهياً بسعة الشبيكة ({\displaystyle I=FF^{*}}) بالعلاقة التالية حيث أن ({\displaystyle F^{*}}) تمثل المرافق المعقد لـ ({\displaystyle F})، نظراً إلى أن تحويل فورييه قابل للإنعكاس، فتصبح كثافة الشبيكة المقلوبة:
{\displaystyle I[{\vec {g}}]=\sum _{j=1}^{N}\sum _{k=1}^{N}f_{j}\left[{\vec {g}}\right]f_{k}\left[{\vec {g}}\right]e^{2\pi i{\vec {g}}\cdot {\vec {r}}_{jk}}} ، هنا ({\displaystyle {\vec {r}}_{jk}}) يمثل متجه المسافة بين الذرتين {\displaystyle j} و{\displaystyle k}.
يمكن استخدام هذا التحليل أيضاً للتنبؤ بتأثير شكل البلورات النانوية، والتغيرات الطفيفة في توجيه حزمة الأشعة المحادة على قمم الحيود حتى لو كان الفرق يعادل سمك ذرة واحدة.

## الفضاء المقلوب
الفضاء المقلوب (يعرف أيضاً بفضاء متجه الموجة، أو فضاء-K)، هو الفضاء الناتج من إدخال تحويلات فورييه على التردد الحيزي (كما في إدخال تحويلات فورييه إلى مجال التردد للحصول على دالة معتمدة على الزمن)، تقلب تحويلات فورييه الفضاء الحقيقي إلى فضاء مقلوب والعكس بالعكس، يلعب الفضاء المقلوب دوراً مهما في دراسة ميكانيكا الموجات: على سبيل المثال في الموجات المستوية حيث يضاف حد التذبذب {\displaystyle {\displaystyle e^{i(kx-\omega t)}}} إلى المعادلة والذي يكتب بدلالة متجه الموجة {\displaystyle k} والتردد الزاوي {\displaystyle \omega }، يمكن أن يكون هذا الحد دالة لكل من متجه الموجة {\displaystyle k} والإزاحة {\displaystyle x} (والجزء الطيفي منه دالة لكل من التردد {\displaystyle \omega } والزمن {\displaystyle t})، ولأن الذبذبات دورية كل ({\displaystyle kx=2\pi }) لهذا ولأي طور فإن ({\displaystyle k}) و ({\displaystyle x}) هما مقلوبا بعضهما وفق ما يلي:
{\textstyle k={\frac {2\pi }{x}}} و{\textstyle x={\frac {2\pi }{k}}}.